# Línea N303 (Interurbanos Madrid)
La línea N303 de la red de autobuses interurbanos de Madrid une la estación de Atocha con Arganda del Rey.

## Características
Esta línea une Madrid con el municipio de Arganda del Rey en aproximadamente 35 minutos. Además presta servicio a Rivas-Vaciamadrid.
La línea mantiene los mismos horarios todo el año (exceptuando las vísperas de festivo y festivos de Navidad). 
Está operada por la empresa ALSA mediante la concesión administrativa VCM-302 - Madrid – Arganda del Rey –  Villar del Olmo – Ambite – Driebes (Viajeros Comunidad de Madrid) del Consorcio Regional de Transportes de Madrid.

## Horarios
| Noches de lunes a jueves laborables | Noches de lunes a jueves laborables | Noches de viernes a domingos, festivos y vísperas de festivo | Noches de viernes a domingos, festivos y vísperas de festivo |
| Madrid > Arganda                    | Arganda > Madrid                    | Madrid > Arganda                                             | Arganda > Madrid                                             |
| 00:15                               | 00:15                               | 00:15                                                        | 00:15                                                        |
| 01:00                               | 01:00                               | 01:00                                                        | 01:00                                                        |
| 01:45                               | 02:25                               | 01:45                                                        | 02:25                                                        |
| 03:00                               |                                     | 03:00                                                        | 03:40                                                        |
|                                     |                                     | 04:15                                                        | 04:55                                                        |
| 05:30                               |                                     |                                                              |                                                              |

## Recorrido y paradas
NOTA: Debido a las obras del nuevo intercambiador de Conde de Casal, las paradas sombreadas en naranja sustituyen a aquellas sombreadas en rojo, desde el 17 de febrero de 2025 hasta fin de obras.

### Sentido Arganda del Rey
La línea inicia su recorrido en el intercambiador de Conde de Casal, donde establece correspondencia con las líneas del Corredor 3, así como algunas líneas urbanas y Metro de Madrid.
Tras abandonar el intercambiador, la línea sale a la Autovía del Este, por la que se dirige hacia Valencia hasta llegar a la salida 4, donde se desvía para entrar en la vía de servicio, que recorre entera parando en dos paradas, una en el barrio de Vallecas y otra en la Universidad Politécnica. Después prosigue su camino por la autovía a través de las vías de servicio parando en el barrio de Santa Eugenia y en Valdemingómez. 
Pasado Valdemingómez, efectúa parada en la vía de servicio, a la altura de la salida 20, para dar cobertura a Rivas-Vaciamadrid. Prosigue su camino por dicha autovía efectuando paradas en el barrio de Puente de Arganda y a la altura del Campo de Experimentación, todas ellas realizadas en el municipio de Arganda del Rey.
Más tarde se desvía por la salida 22 y en la rotonda más próxima continúa de frente para atravesar el barrio de La Poveda. Tras ello toma la Avenida de Madrid, realizando paradas en esta calle. Sigue por esta calle hasta la rotonda con el cruce de la Avenida del Ejército, donde toma la citada avenida, recorriéndola entera hasta llegar a su cabecera.
| Código | Parada                                 | Común con    | Conexiones con Metro y Cercanías | Municipio         | Zona |
| ------ | -------------------------------------- | ------------ | -------------------------------- | ----------------- | ---- |
| 8366   | Av. Mediterráneo - Conde Casal         |              | Conde de Casal                   | Madrid            |      |
| 5708   | Estación de Atocha (Intercambiador)    | N301 N302    | Atocha                           | Madrid            |      |
| 2128   | Mediterráneo                           | N301 N302    |                                  | Madrid            |      |
| 3353   | Mediterráneo-Pablo Neruda              | N301 N302 N9 |                                  | Madrid            |      |
| 5150   | Mediterráneo-Politécnico               | N301 N302    |                                  | Madrid            |      |
| 2612   | Mediterráneo-Democracia                | N301 N302 N9 |                                  | Madrid            |      |
| 7439   | Mediterráneo-Santa Eugenia             | N301 N302    | Santa Eugenia                    | Madrid            |      |
| 7442   | Ctra. A3 - Valdemingómez               |              |                                  | Madrid            |      |
| 21072  | Ctra. A3 - Est. Rivas Vaciamadrid      |              | Rivas-Vaciamadrid                | Rivas-Vaciamadrid |      |
| 09180  | Ctra. A3 - Puente de Arganda           |              |                                  | Arganda del Rey   |      |
| 07446  | Ctra. A3 - Viveros                     |              |                                  | Arganda del Rey   |      |
| 09778  | Ctra. M300 - C.º Estrechillo           |              |                                  | Arganda del Rey   |      |
| 10626  | Ctra. M300 - Monte Acho                |              |                                  | Arganda del Rey   |      |
| 07449  | Gran Vía - Monte Potrero               |              |                                  | Arganda del Rey   |      |
| 07450  | Monte Potrero - Ibiza                  |              |                                  | Arganda del Rey   |      |
| 09779  | Av. Cañal - Monte Potrero              |              |                                  | Arganda del Rey   |      |
| 09781  | Av. Cañal - Cabo de la Nao             |              |                                  | Arganda del Rey   |      |
| 07451  | Av. Madrid - Av. Finanzauto            |              |                                  | Arganda del Rey   |      |
| 07452  | Av. Madrid - Cº del Valle              |              |                                  | Arganda del Rey   |      |
| 07453  | Av. Madrid - La Perla                  |              |                                  | Arganda del Rey   |      |
| 10633  | Av. Ejército - Pol. Ind. San Sebastián |              |                                  | Arganda del Rey   |      |
| 07454  | Av. Ejército - Vereda del Melero       |              | Arganda del Rey                  | Arganda del Rey   |      |
| 07455  | Av. Ejército - Pza. Bienvenida         |              |                                  | Arganda del Rey   |      |

### Sentido Madrid
El recorrido empieza en la Carretera de Loeches (al lado del Zoco). Continúa por esta calle hasta la Plaza del Progreso, en la cual se desvía hacia la Avenida de Madrid hasta el cruce con la entrada al barrio de La Poveda. Atraviesa el barrio saliendo por la M-300 y sigue su camino hasta la rotonda con el cruce de la Avenida de Madrid.
Tras ello sale por la vía de servicio de la salida 21 y efectúa parada en el barrio de Puente de Arganda. Después se desvía por la siguiente salida, parando cerca de la estación de metro de Rivas-Vaciamadrid. 
Continúa su camino por la vía de servicio hasta salir a la calzada central, a la altura del Ensanche de Vallecas. Establece parada en el barrio de Santa Eugenia y a la altura de la Universidad Politécnica, para así alcanzar el intercambiador.
| Código | Parada                                  | Común con    | Conexiones con Metro y Cercanías | Municipio         | Zona |
| ------ | --------------------------------------- | ------------ | -------------------------------- | ----------------- | ---- |
| 07461  | Ctra. Loeches - Zoco                    |              |                                  | Arganda del Rey   |      |
| 07462  | Ctra. Loeches - Parque                  |              |                                  | Arganda del Rey   |      |
| 19173  | Ctra. Loeches - Plaza del Progreso      |              | Arganda del Rey                  | Arganda del Rey   |      |
| 07464  | Av. Madrid - La Perla                   |              |                                  | Arganda del Rey   |      |
| 07465  | Av. Madrid - Pasaje Ana María del Valle |              |                                  | Arganda del Rey   |      |
| 07466  | Av. Madrid - Las Palmas                 |              |                                  | Arganda del Rey   |      |
| 09782  | Av. Cañal - Cabo de la Nao              |              |                                  | Arganda del Rey   |      |
| 09780  | Av. Cañal - Monte Potrero               |              |                                  | Arganda del Rey   |      |
| 07468  | Monte Potrero - Niño Jesús              |              |                                  | Arganda del Rey   |      |
| 07469  | Gran Vía - Monte Potrero                |              |                                  | Arganda del Rey   |      |
| 09777  | Ctra. M300 - C.º Estrechillo            |              |                                  | Arganda del Rey   |      |
| 07500  | Av. Madrid - Viveros                    |              |                                  | Arganda del Rey   |      |
| 07501  | Ctra. A3 - Puente de Arganda            |              |                                  | Arganda del Rey   |      |
| 21073  | Ctra. A3 - Est. Rivas Vaciamadrid       |              | Rivas-Vaciamadrid                | Rivas-Vaciamadrid |      |
| 7526   | Ctra. A3 - Valdemingómez                |              |                                  | Madrid            |      |
| 7529   | Av. Mediterráneo - Santa Eugenia        | N301 N302    | Santa Eugenia                    | Madrid            |      |
| 2613   | Av. Mediterráneo - Av. Democracia       | N301 N302 N9 |                                  | Madrid            |      |
| 4283   | Av. Mediterráneo - Av. Pablo Neruda     | N301 N302    |                                  | Madrid            |      |
| 8366   | Av. Mediterráneo - Conde Casal          |              | Conde de Casal                   | Madrid            |      |
| 2127   | Mediterráneo                            | N301 N302    |                                  | Madrid            |      |
| 5708   | Estación de Atocha (Intercambiador)     | N301 N302    | Atocha                           | Madrid            |      |